# Tünkers Maschinenbau
Die Tünkers Maschinenbau GmbH ist ein Maschinenbauunternehmen, gegründet 1962 von Josef Gerhard Tünkers zusammen mit zwei Partnern am Standort Ratingen bei Düsseldorf.
Das in zweiter Generation geführte Familienunternehmen ist ein Fabrikausrüster und bietet zusammen mit den Tochterunternehmen Expert-Tünkers, Tünkers-Nickel, Sopap in Frankreich, Tünkers Ibérica in Spanien und Helu in Lorsch ein Produktprogramm im Umfeld des Industrieroboters mit den Themen Spannen, Positionieren, Verfahren, Greifen, Umformen, Schweißen, Dosieren, Drehen, Fördern und Transportieren.

## Standorte

### International
- über 50 Werksniederlassungen und Vertriebsbüros
- über 1100 Mitarbeiter

### Produktionsstandorte
- Deutschland: Ratingen, Lorsch, Troisdorf, Wissen (Sieg)
- Brasilien: Sao Paulo
- China: Taicang
- Tschechien: Hrades Králové
- Spanien: Barcelona
- Frankreich: Tournes
- Indien: Pune
- USA: Detroit
- Mexico: Puebla